# Winston Smith
Winston Smith es un personaje ficticio y protagonista de la novela 1984 de George Orwell.

## Características
Es de mentalidad cerebral y melancólica, que recuerda de forma insistente el pasado, como reacción contra la dictadura totalitaria del Gran Hermano en que vive.
Aunque no puede calcular su propia edad con exactitud, Smith cree tener 39 años y trabaja en el Ministerio de la Verdad, uno de los ministerios de Oceanía, uno de los tres superestados en que se divide el mundo. Sus labores incluyen las tareas de reescribir la historia, sobre todo referente al proceso de borrado sistemático de todo registro de la existencia de las personas desaparecidas o asesinadas por el Partido Único (empleándose el eufemismo nopersonas), borrando toda referencia a sus vidas, tanto escrita como fotográfica, modificando así constantemente los documentos históricos, los periódicos y libros escritos hasta tergiversar completamente su versión original.
Separado desde hace unos once años de su esposa Katherine, con quien había estado solo quince meses porque el matrimonio no había producido - «afortunadamente», en palabras de Smith - los hijos que ella buscaba tener «como nuestro deber ante el Partido».

## Modelo para el personaje
El nombre del personaje Orwell lo toma del nombre de pila de Winston Churchill y Smith el apellido más común del Reino Unido y el título que Orwell había pensado para su libro era The Last Man in Europe (El último hombre de Europa) y tras haberle sometido a varias sesiones de tortura, posiblemente durante varias semanas,

## En el cine
Los actores que han encarnado el personaje de Smith incluyen al británico Peter Cushing, en una adaptación para la televisión en 1954, el estadounidense Edmond O'Brien y el británico John Hurt en las dos películas homónimas realizadas hasta la fecha, la de 1956 y la de 1984, respectivamente.